# فرانسیس گزاویه
فرانسیس خاویر (انگلیسی: Prince Francis Xavier of Saxony) پسر چهارم آگوستوس سوم لهستان و دومین پسر زنده ماندهٔ او بود.